# Зустріч однокласників (фільм, 2019)
«Зустріч однокласників» — українська комедійна стрічка 2019 року, адаптація данської комедії «Зустріч однокласників» (дан. Klassefesten)., знятий на замовлення телеканалу «НЛО TV» компанією «Tauras Films» за участю кінокомпанії «Idea Production» та «MMD».

## Синопсис
У стрічці йдеться про трьох шкільних друзів, які зустрічаються, щоб відзначити 25-річчя після випускного. Багато хто вважає, що раз доля дала шанс більше ніколи не бачитися зі своїми однокласниками зразу після випускного — треба цим скористатися. Але наші герої вирішують інакше іта вирушають на найважливішу вечірку в їхньому житті.

## У ролях
У головних ролях — актор та продюсер телеканалу НЛО TV Андрій Бурим, актор театру «Золоті ворота» Олексій Нагрудний та фронтмен гурту «Друга ріка» Валерій Харчишин. У фільмі також брали участь Тарас Цимбалюк, Вікторія Варлей та інші відомі українські актори.
| Актор                 | Роль                    |
| --------------------- | ----------------------- |
| Андрій Бурим          | Андрій                  |
| Олексій Нагрудний     | Олексій                 |
| Валерій Харчишин      | Валєра                  |
| Віталіна Біблів       | Ірка                    |
| Світлана Шекера       | Женя                    |
| Ольга Мороз           | Ганна                   |
| Анжеліка Гирич        | Єва                     |
| Євген Шекера          | Максим                  |
| Павло Лі              | Костя                   |
| Тарас Цимбалюк        | водій                   |
| Вікторія Варлей       | Жанна                   |
| Костянтин Косинський  | Антон                   |
| Тетяна Юрікова        | Лілія                   |
| Ганна Бірзул          | Ліза                    |
| Олександр Ярема       | проктолог               |
| Оксана Борбат         | фанатка                 |
| Людмила Арделян       | адміністраторка клініки |
| Олексій Супрун        | Петро                   |
| Леонід Попадько       | відвідувач клініки      |
| Катерина Оліферовська | відвідувачка клініки    |
| Валерій Величко       | начальник Олексія       |
| Анастасія Дем'яненко  | продавчиня              |
| Олександр Мельник     | син Андрія              |
| Тарас Валігура        | однокласник             |
| Станіслав Глушко      | однокласник             |
| Вікторія Хмельницька  | однокласниця            |

## Виробництво
Адаптація оригінального сценарію (автори — Клаудія Бодерке і Ларс Мерінг): Дмитро Шостак, Сергій Щербаков та Олексій Супрун. Синґл «Оооо/Брудний і милий (сингл)» гурту «Друга Ріка» став саундтреком стрічки.

### Кошторис
Кошторис фільму склав 6 мільйонів гривень. Кошти на створення стрічки надав телеканал НЛО TV.

## Реліз
16 жовтня 2018 року у мережі з'явився перший офіційний трейлер фільму «Зустріч однокласників».
Фільм вийшов ву широкий український прокат 31 січня 2019 року..
Прем'єрний показ відвідали Павло Зібров, Петро Бампер, Ірина Костюк, Сергій Созановський, Сергій Лавренюк, Поліна Ткач, Сергій Поярков та інші діячі культури та шанувальники вітчизняного кінематографа..

## Відгуки кінокритиків
Фільм отримав переважно позитивні відгуки від українських кінокритиків, хоча й застереженнями. Зокрема, одним з найбільших недоліків фільму кінокритик видання Geek Journal Тайлер Андерсон назвав присутність досить високої кількості суржику у мові персонажів.

## Враження від перегляду
- Суржик зашкалює. В минулому відмінник Льоха в побуті розмовляє як гопнік з Троєщини. Особливо після того, як скористався дозою наркотиків від "малолєткі" Жанни. Поводить себе не краще: мікс алкоголю і наркотиків, ночівля на смітнику, за задумом режисера, мабуть, мало би натякати на тонкий гумор.
- Жартівливі сцени і жарти героїв вульгарні і тупі ("Чувак, да ми заради тебе побрили свої яйця". "Диви, їх примусили дрочити прямо в клініці". "Хто не знімає тьолок, знімає штани в поліцейському відділку ". "Єва Попець, дай Льоші накінець" (це до вчительки англійської)). Абсолютна більшість жартів навколо геморою, тьолок, членів, яєць, що напружує.
- В сцені, де проктолог не може вийняти пальця із заднього проходу, він, знявши рукавички, не миє руки, а сідає заповнювати папери. Теж тонкий гумор.
- Герої розповідають про неземне кохання до своїх половинок (окрім Андрія, бо його половинка вже наставила йому роги), але, тільки но доїхавши до Черкас з Києва пускаються у всі тяжкі.